# Грдовићи (Бар)
Грдовићи је насеље у општини Бар у Црној Гори. Према попису из 2003. било је 188 становника (према попису из 1991. било је 309 становника).

## Демографија
У насељу Грдовићи живи 152 пунолетна становника, а просечна старост становништва износи 42,6 година (43,1 код мушкараца и 42,0 код жена). У насељу има 49 домаћинстава, а просечан број чланова по домаћинству је 3,84.
Становништво у овом насељу веома је хетерогено.
|  |

| Демографија | Демографија | Демографија |
| Година      | Становника  | Становника  |
| ----------- | ----------- | ----------- |
|             |             |             |
|             |             |             |
|             |             |             |
|             |             |             |
| 1948.       | 228         |             |
| 1953.       | 239         |             |
| 1961.       | 262         |             |
| 1971.       | 263         |             |
| 1981.       | 293         |             |
| 1991.       | 309         | 240         |
| 2003.       | 322         | 188         |
|             |             |             |

| Етнички састав према попису из 2003.‍ | Етнички састав према попису из 2003.‍ | Етнички састав према попису из 2003.‍ | Етнички састав према попису из 2003.‍ | Етнички састав према попису из 2003.‍ |
| ------------------------------------ | ------------------------------------ | ------------------------------------ | ------------------------------------ | ------------------------------------ |
|                                      |                                      |                                      |                                      |                                      |
| Црногорци                            | Црногорци                            |                                      | 93                                   | 49,46%                               |
| Муслимани                            | Муслимани                            |                                      | 83                                   | 44,14%                               |
| Срби                                 | Срби                                 |                                      | 5                                    | 2,65%                                |
| Бошњаци                              | Бошњаци                              |                                      | 2                                    | 1,06%                                |
| Хрвати                               | Хрвати                               |                                      | 1                                    | 0,53%                                |
| непознато                            | непознато                            |                                      | 0                                    | 0,0%                                 |

| Година пописа     | 1948. | 1953. | 1961. | 1971. | 1981. | 1991. | 2003. |
| ----------------- | ----- | ----- | ----- | ----- | ----- | ----- | ----- |
| Број домаћинстава | 46    | 50    | 58    | 59    | 63    | 58    | 70    |

| Број чланова      | 1  | 2 | 3 | 4 | 5  | 6 | 7 | 8 | 9 | 10 и више | Просек |
| ----------------- | -- | - | - | - | -- | - | - | - | - | --------- | ------ |
| Број домаћинстава | 49 | 7 | 5 | 9 | 13 | 5 | 5 | 3 | 2 | 0         | 0      |

| Пол    | Укупно | Неожењен/Неудата | Ожењен/Удата | Удовац/Удовица | Разведен/Разведена | Непознато |
| ------ | ------ | ---------------- | ------------ | -------------- | ------------------ | --------- |
| Мушки  | 83     | 26               | 48           | 7              | 1                  | 1         |
| Женски | 78     | 14               | 46           | 16             | 0                  | 2         |
| УКУПНО | 161    | 40               | 94           | 23             | 1                  | 3         |

| Пол    | Укупно                    | Пољопривреда, лов и шумарство | Рибарство                            | Вађење руде и камена | Прерађивачка индустрија       |
| ------ | ------------------------- | ----------------------------- | ------------------------------------ | -------------------- | ----------------------------- |
| Мушки  | 49                        | 15                            | 0                                    | 0                    | 3                             |
| Женски | 15                        | 5                             | 0                                    | 0                    | 1                             |
| УКУПНО | 64                        | 20                            | 0                                    | 0                    | 4                             |
| Пол    | Производња и снабдевање   | Грађевинарство                | Трговина                             | Хотели и ресторани   | Саобраћај, складиштење и везе |
| Мушки  | 3                         | 0                             | 3                                    | 2                    | 12                            |
| Женски | 0                         | 0                             | 2                                    | 1                    | 0                             |
| УКУПНО | 3                         | 0                             | 5                                    | 3                    | 12                            |
| Пол    | Финансијско посредовање   | Некретнине                    | Државна управа и одбрана             | Образовање           | Здравствени и социјални рад   |
| Мушки  | 0                         | 0                             | 2                                    | 4                    | 1                             |
| Женски | 0                         | 0                             | 1                                    | 3                    | 1                             |
| УКУПНО | 0                         | 0                             | 3                                    | 7                    | 2                             |
| Пол    | Остале услужне активности | Приватна домаћинства          | Екстериторијалне организације и тела | Непознато            | Непознато                     |
| Мушки  | 4                         | 0                             | 0                                    | 0                    | 0                             |
| Женски | 1                         | 0                             | 0                                    | 0                    | 0                             |
| УКУПНО | 5                         | 0                             | 0                                    | 0                    | 0                             |

## Занимљивости
Хрватски певач Младен Грдовић је пореклом из овога места. Као Арбанаси су пресељени у околину Задра у време надбискупа барског Вицка Змајевића.